# Арбесе
Арбесе́ (фр. Arbecey) — коммуна во Франции, находится в регионе Франш-Конте. Департамент — Верхняя Сона. Входит в состав кантона Комбофонтен. Округ коммуны — Везуль.
Код INSEE коммуны — 70025.

## География
Коммуна расположена приблизительно в 300 км к юго-востоку от Парижа, в 60 км севернее Безансона, в 22 км к северо-западу от Везуля.

## Население
Население коммуны на 2010 год составляло 240 человек.
| 1962 | 1968 | 1975 | 1982 | 1990 | 1999 | 2010 |
| ---- | ---- | ---- | ---- | ---- | ---- | ---- |
| 285  | 272  | 225  | 206  | 226  | 234  | 240  |

## Администрация
| Период | Период | Фамилия      | Партия | Примечания |
| ------ | ------ | ------------ | ------ | ---------- |
| 2001   | 2006   | Клод Поршеро |        |            |
| 2006   | 2008   | Жак Лалеве   |        |            |
| 2008   | 2014   | Режи Лекорне |        |            |

## Экономика

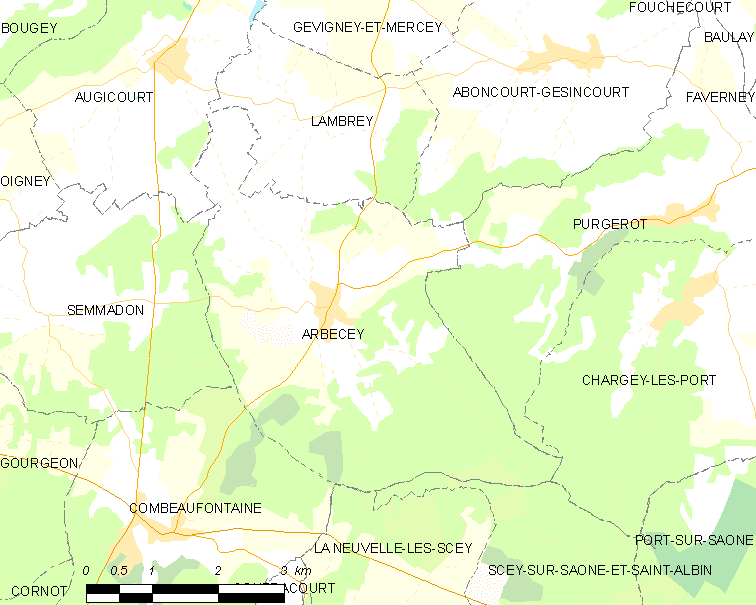
Карта коммуны

В 2010 году среди 151 человека трудоспособного возраста (15—64 лет) 109 были экономически активными, 42 — неактивными (показатель активности — 72,2 %, в 1999 году было 62,6 %). Из 109 активных жителей работали 90 человек (55 мужчин и 35 женщин), безработных было 19 (13 мужчин и 6 женщин). Среди 42 неактивных 14 человек были учениками или студентами, 14 — пенсионерами, 14 были неактивными по другим причинам.